# Wirtschaft des Sudan
Die Wirtschaft des Sudan ist durch die Landwirtschaft geprägt. Durch die Ende der 1980er Jahre begonnene Erdölförderung, die seit dem Friedensschluss 2005 zwischen der Regierung in Khartum und Sudanesische Volksbefreiungsarmee (SPLA) ständig erweitert wird, fließen dem Sudan Mittel zur Entwicklung der anderen Sektoren zu. Inwieweit die Entwicklung der Wirtschaft vorangetrieben werden kann, hängt aber auch von der Sicherheitslage in Darfur und im Ostsudan ab. Im Moment leidet das Land unter einer hohen Inflation und Staatsverschuldung.

## Geschichte
Im Anglo-Ägyptischen Sudan wurde die Produktion von landwirtschaftlichen Erzeugnissen für den Export entwickelt. Dazu wurde unter anderem das Dschazira-Projekt in der Dschazira-Ebene gegründet. Man legte ein Bewässerungssystem an, das durch den 1925 fertiggestellten Sannar-Damm mit Wasser versorgt wurde, und errichtete zum Transport der Erzeugnisse und Produktionsmittel ein Eisenbahnnetz, die Dschazira-Eisenbahn. Aufgrund des ökonomischen Erfolges wurde die Bewässerungsfläche stetig erweitert und bedeckt heute fast vollständig die Dschazira-Ebene. Allerdings wurde eine weiterverarbeitende Industrie in den Projekten vernachlässigt.

## Wirtschaftsstruktur

### Primärer Sektor

#### Landwirtschaft
Im trockenen Sudan herrscht Viehzucht vor mit Ziegen, Schafen und Rindern. Ackerbau ist nur am fruchtbaren Nilufer und in Bewässerungsprojekten möglich. Baumwolle und Zuckerrohr werden für den Export angebaut. Im wasserreicheren Süden ist neben Viehzucht teilweise Regenfeldbau vor allem mit Hirse (Sorghum) möglich. Dürreperioden stellen ein Defizit für die Landwirtschaft dar.

#### Forst- und Holzwirtschaft

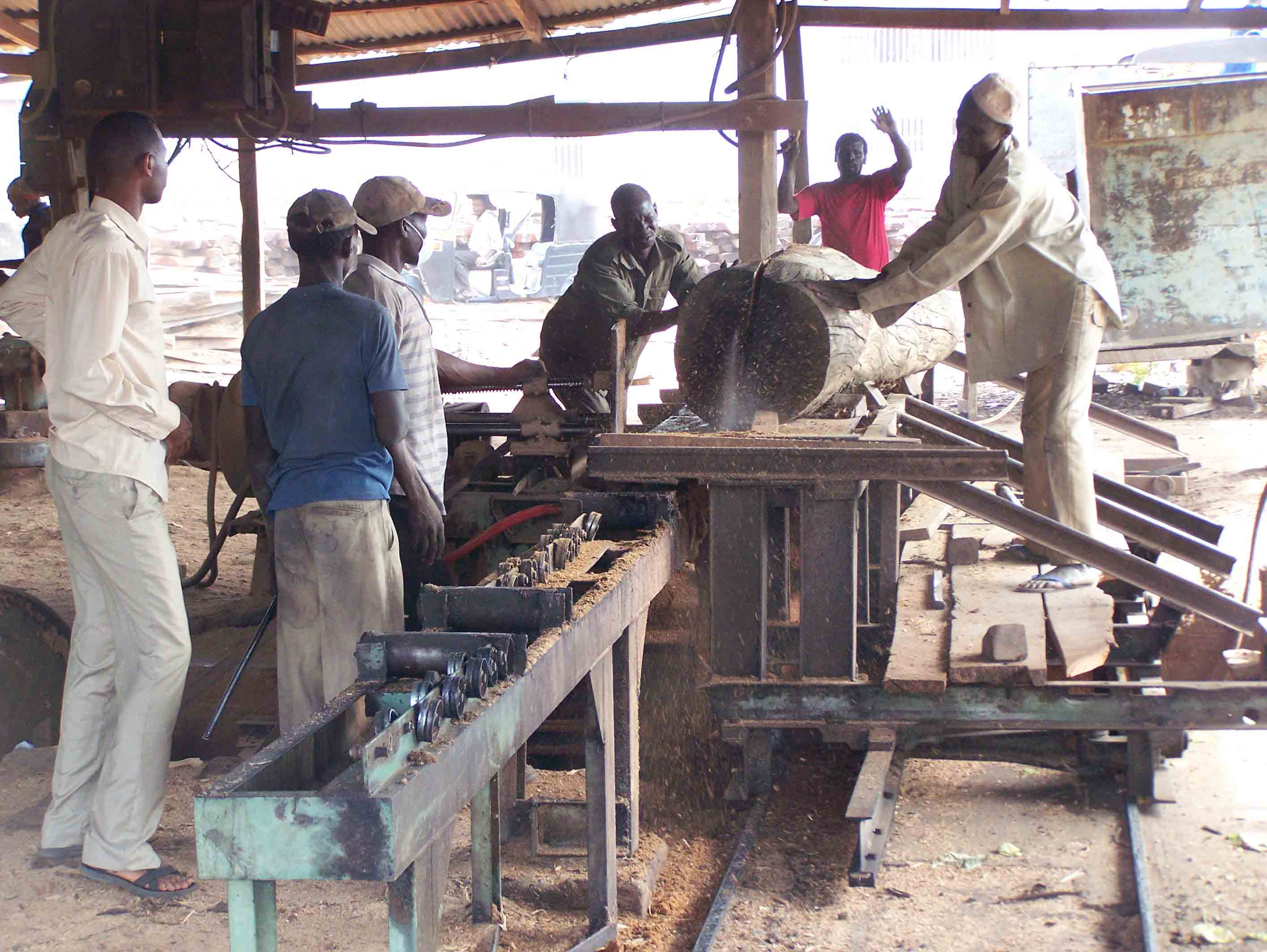
Einschnitt von Bahnschwellen mittels Kreissäge im Sägewerk ad-Damazin

Nach der Abspaltung des Südsudans verbleiben der Republik Sudan nur etwa 22 Mio. ha Wald, die fast ausschließlich in der Zone der Trockensavannen liegen. 80 % dieser Gebiete bestehen aus Naturwäldern, die offiziell als Reservate gekennzeichnet sind. Der Nutzungsdruck seitens der örtlichen, oft armen Bevölkerung führte jedoch zu einer starken Degradierung dieser Wälder. Die Hauptprobleme stellen illegale Brennholznutzung und ungeregelte Waldweide dar. Eine Reihe flussnah gelegener Wälder wird von der Forest National Corporation (FNC) bewirtschaftet, die Hauptbaumart ist hier Acacia nilotica.
Die Sägeindustrie des Landes konzentriert sich auf die Verarbeitung von Acacia nilotica zu Bahnschwellen. In den sechs existierenden Sägewerken (zumeist im Besitz der FNC) werden jährlich ca. 50.000 Schwellen hergestellt und an die staatliche Eisenbahngesellschaft verkauft. Diese ist auf heimische Ware angewiesen, da der Import von Laubholz in den Sudan verboten ist. Im Bereich Möbeltischlerei spielen einheimische Laubholzarten eine gewisse Rolle. Daneben wird europäisches Nadelholz importiert.

### Sekundärer Sektor

#### Bergbau und Energie

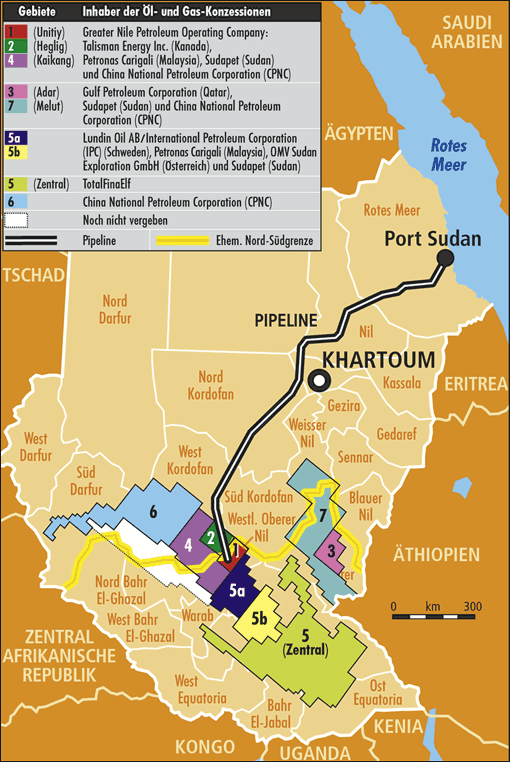
Öl- und Gas-Konzessionen im Sudan

Die Geologie des Sudan lässt auf große Bodenschätze schließen. Im Land wurden bisher Eisen, Chrom, Mangan, Gold und Silizium gefunden, ferner Marmor, Gips und in den Nuba-Bergen Uran; mit nachgewiesenen 84.950.000.000 m³ gehört der Sudan zu den 60 Ländern mit den größten Erdgasvorkommen.

#### Erdöl und Erdgas
Im Südsudan existieren umfangreiche Erdölvorkommen. Der Streit um die Verteilung der Gewinne aus der Ölförderung trug wesentlich zum Sezessionskrieg im Südsudan bei. Eine Pipeline führt von den Ölfeldern im Süden durch die Nuba-Berge und durch Khartum nach Port Sudan, von wo das Erdöl verschifft wird. Chinesische, malaiische und indische Konzerne sind in der Förderung tätig. Hauptabnehmer des sudanesischen Öls ist China. Der Sudan deckt schätzungsweise 6 bis 8 % der gesamten Ölimporte Pekings ab. Seit April 2006 fördert der Sudan 350.000 Barrel am Tag, obwohl die Kapazitäten bereits auf 500.000 Barrel am Tag erweitert wurden – aufgrund von technischen Problemen mit der von Malaysia gebauten Öl-Pipeline kann dieses Potenzial noch nicht ausgeschöpft werden. Man erwartet in absehbarer Zeit eine Steigerung auf 800.000 Barrel täglich.
Mit der Unabhängigkeit des Südsudan verlor der Sudan 75 % seiner Erdöleinnahmen. Bis Mai 2012 war noch keine Einigung über die Verteilung der Einnahmen aus dem Erdöl getroffen.

#### Gold
Im Ostsudan wird Gold mit Hilfe von französischen Firmen abgebaut. Die jährliche Produktion liegt bei rund sechs Tonnen (Stand 2003).

#### Industrie
Im Ölsektor wäre hier die Öl-Raffinerie in Khartum mit einer Verarbeitungskapazität von 100.000 Barrel Öl, die je zur Hälfte der staatlichen Firma Sudapet und der chinesischen Firma CNPC gehört zu nennen. Eine zweite Öl-Raffinerie mit dieser Kapazität ist für Port Sudan geplant und soll durch die malaysische Firma Petronas errichtet werden.
Im Baustoffsektor existiert die Zementfabrik der staatlichen Nile Cement Company in der Stadt Rabak.
In der verarbeitenden Industrie für Landwirtschaftsprodukte gibt es die Zuckerfabriken im Bundesstaat an-Nil al-Azraq (Blauer Nil), die seit den 1960er Jahren errichtet wurden.

### Tertiärer Sektor

#### Bankwesen
Aufgrund des Wirtschaftsembargos durch die USA findet man im Sudan nur einheimische Banken, Banken aus Ostafrika und dem Nahen Osten.

#### Kapitalmarkt
Das Land führt eine Wertpapierbörse, welche als Khartoum Stock Exchange bekannt ist.

#### Tourismus

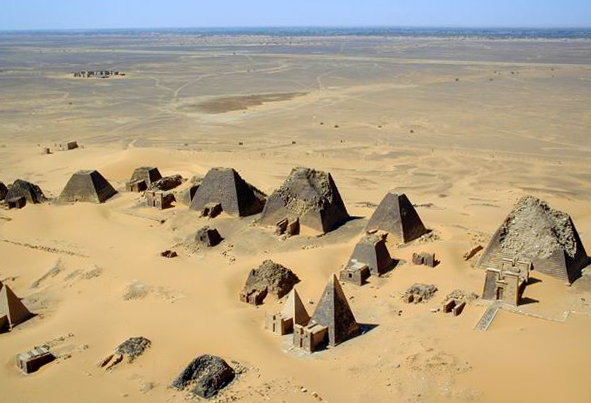
Luftbild der Pyramiden von Meroe

Wegen des Sezessionskrieges im Südsudan bis 2005 und dem anhaltenden Konflikt in Darfur ist die Sicherheitslage in den genannten Krisenregionen für den Tourismus nicht akzeptabel. Trotz eines Friedensschlusses 2006 im Ostsudan bleibt die politische Situation in Teilbereichen entlang der eritreischen Grenze angespannt. 
Die touristischen Ziele liegen zumeist nördlich der Hauptstadt. Hervorzuheben sind die Zentren der meroitischen Kultur: der Berg Barkal, Meroe und Napata, die 2003 von der UNESCO den Status als Weltkulturerbe erhalten haben. Am Roten Meer gibt es Tauchgebiete. Der Dinder-Nationalpark ist nur schwer zu erreichen und bietet keine Infrastruktur.

## Beziehungen zum Ausland

### Außenhandel

Die Mitgliederstaaten der COMESA (dunkelgrün), unter denen Zollfreiheit herrscht

Als Mitglied der süd- und ostafrikanischen Handelsorganisation COMESA gewährt dem Sudan Zollfreiheit im Handel mit anderen Mitgliedern. Daneben bemüht sich der Sudan um die Bildung einer arabischen Freihandelszone, um seine Exporte in die Nachbarregionen zu fördern.
Der Sudan genießt in der Welthandelsorganisation (WTO) einen Beobachterstatus. Nachdem er Dokumentationen zu wirtschaftlichen Fragen eingereicht hat, werden nun bilaterale Einzelprobleme diskutiert. Es wird allgemein nicht mit einem raschen Beitritt des Sudan zur WTO gerechnet, weil er viele institutionelle und gesetzliche Voraussetzungen nicht erfüllt und unter einem erheblichen Anpassungsdruck stünde.
Größter Handelspartner des Sudan ist China, dass ein Drittel des im Sudan geförderten Erdöls importiert und Gegenzug viele chinesische Waren exportiert.

### Ausländische Investitionen
Die ausländischen Investitionen betrugen im Jahr 2005 nach sudanesischen Angaben insgesamt 1,038 Mrd. US-Dollar.
China ist der größte Investor in der sudanesischen Wirtschaft. So ist China maßgeblich an der Ausbeutung der Erdöl-Vorkommen durch die Greater Nile Petroleum Operating Company, am Aufbau neuer Pipelines beteiligt und errichtete in der Nähe von Khartum eine Erdölraffinerie. Daneben engagiert sich China im Ausbau der sudanesischen Infrastruktur durch die Erneuerung von Straßen und Dämme, der Vertiefung des Seehafens von Sawakin bis Mitte 2006 und von Port Sudan bis Ende 2008 und der Lieferung von Lastwagen und zukünftig 25 Lokomotiven.
Im Frühjahr 2012 stellte China die Finanzierung von elf Entwicklungsprojekten ein, da die Kredite nicht mehr durch Erdölexporte abgesichert werden können.

### Auslandsverschuldung
Der Sudan hat internationale Schulden von 24 Milliarden US$, die er auch mit den Mehreinnahmen aus dem Ölexport nicht tilgen kann. Deshalb bestehen für den Sudan ein Schuldenmoratorium und Auflagen des Internationalen Währungsfonds für Kreditaufnahmen. Der Sudan erfüllt die erste Stufe der Voraussetzung für Hochverschuldete Entwicklungsländer.

## Wirtschaftsdaten
Alle BIP-Werte sind in US-Dollar (Kaufkraftparität) angegeben. Zahlen für gelten bis 2011 für den gesamten Sudan und ab diesem Zeitpunkt nur noch für den Nordsudan. In der folgenden Tabelle kennzeichnen die Farben:
| Jahr                                  | 1980   | 1985   | 1990   | 1995   | 2000  | 2005   | 2006   | 2007   | 2008   | 2009   | 2010   | 2011   | 2012    | 2013   | 2014   | 2015   | 2016   | 2017   | 2018   | 2019   | 2020    | 2021    |
| BIP KKP (Mrd. $)                      | 20,18  | 26,64  | 38,80  | 57,28  | 85,12 | 132,37 | 145,37 | 157,86 | 167,07 | 163,49 | 171,84 | 169,77 | 137,75  | 142,30 | 168,15 | 170,58 | 220,53 | 191,89 | 191,97 | 190,52 | 185,82  | 194,51  |
| BIP KKP pro Kopf in $                 | 1.080  | 1.216  | 1.507  | 2.049  | 2.737 | 3.750  | 4.014  | 4.248  | 4.382  | 4.180  | 4.282  | 5.198  | 3.929   | 3.935  | 4.509  | 4.438  | 5.569  | 4.705  | 4.572  | 4.408  | 4.190   | 4.275   |
| BIP-Wachstum (real)                   | 2,5 %  | −0,6 % | 0,8 %  | 8,9 %  | 8,4 % | 5,6 %  | 6,5 %  | 5,7 %  | 3,8 %  | −2,8 % | 3,9 %  | −3,2 % | −17,0 % | 2,0 %  | 4,7 %  | 4,9 %  | 4,7 %  | 0,8 %  | −2,3 % | −2,5 % | −3,6 %  | 0,5 %   |
| Inflationsrate                        | 26,5 % | 45,6 % | −0,9 % | 68,4 % | 7,1 % | 8,5 %  | 7,2 %  | 14,8 % | 14,3 % | 11,3 % | 13,0 % | 18,1 % | 35,6 %  | 36,5 % | 36,9 % | 16,9 % | 17,8 % | 32,4 % | 63,3 % | 51,0 % | 163,3 % | 359,1 % |
| Staatsverschuldung in Prozent des BIP | …      | …      | …      | 239 %  | 143 % | 75 %   | 64 %   | 54 %   | 56 %   | 71 %   | 75 %   | 78 %   | 118 %   | 106 %  | 84 %   | 93 %   | 110 %  | 150 %  | 187 %  | 200 %  | 270 %   | 184 %   |

## Sudanesische Unternehmen

### Fluggesellschaften
- Sudan Airways
- Azza Transport

### Erdöl und Energie
- Sudan National Petroleum Corporation